# 三輪江一
三輪 江一（みわ こういち、1980年10月23日 - ）は、日本の俳優・脚本家・映画監督。オフィスMORIMOTO所属。東京都出身。血液型AB型、身長167cm。特技は自分で髪を切ること。

## 人物・概歴
- 大学を中退後、障害者福祉施設に勤務していたことがあり、介護福祉士の国家資格を持っている。
- 2014年より、親交のある俳優森本のぶが代表を務めるオフィスMORIMOTO所属となる。
- 2012年、初めて自身で脚本・監督した短篇映画『のが』が横濱HAPPY MUS!C映画祭2012の優秀作品に入選する。

## 出演

### 映画
- 草食系男子。（2010年、和田篤司監督） - 居酒屋店員役
- 肉食系女子。（2010年、和田篤司監督） - 吉村誠司役
- クロサワ映画（2010年、渡辺琢監督） - テレビクルー役
- 地球防衛ガールズP9（2011年、河崎実監督） - 警察官役
- 青いソラ白い雲（2012年、金子修介監督） - 薮田役
- ボトルシップ（2012年、金谷真由美監督） - サラリーマン役
- 怪談新耳袋 異形（2012年、井口昇監督） - そういち役
- ポッポー町の人々（2012年、鈴木卓爾監督） - アンケート会社員役
- 胸が痛い（2012年、深作健太監督） - 田丸健司役
- 音をくべる（2012年、根岸良之監督） - 主演：原瀬完治役
- 百年の時計（2012年、金子修介監督） - 横田役
- ばしゃ馬さんとビッグマウス（2013年、吉田恵輔監督） - シナリオスクール生徒役
- 半グレvsやくざ（2013年、佐藤太監督） - 客男役
- 猫侍（2014年、山口義高監督） - 与吉役
- 捨てがたき人々（2014年、榊英雄監督） - 漁師カズ役
- ライヴ（2014年、井口昇監督） - バイクの青年役
- THE NEXT GENERATION-パトレイバー（2014年、押井守総監督） - 整備員役
- まほろ駅前狂騒曲（2014年、大森立嗣監督） - 刑事役
- グレイトフルデッド（2014年、内田英治監督） - 主人公の義兄役
- 流し屋 鉄平（2015年、榊英雄監督） - 皆川洋介役
- 家族ごっこ（2015年、内田英治監督） - 原田慎二役
- 道しるべ（2015年、田中じゅうこう監督） - 振り込め詐欺犯人役
- 予告犯（2015年、中村義洋監督） - IT会社社員役
- 天空の蜂（2015年、堤幸彦監督） - 原発対策室職員役
- 下衆の愛（2016年、内田英治監督） - カーセックスのカップル役
- 闇金ドッグス（2015年、土屋哲彦監督） - 人見瞳役
- 木屋町DARUMA（2015年、榊英雄監督） - 酔っ払い役
- さまようアゲハ　蜜壺トロトロ（2016年3月18日、オーピー映画） - 張本健作 役[1]
- 裸の劇団　いきり立つ欲望（2016年5月6日、オーピー映画） - 張本健作 役[2]
- TOO YOUNG TO DIE! 若くして死ぬ（2016年、宮藤官九郎監督） - 地獄高校生役
- シン・ゴジラ（2016年、庵野秀明総監督、樋口真嗣監督） - 小松原潤役[3]
- 獣道（2017年、内田英治監督） - テツ役
- 亜人（2017年、本広克行監督） - 研究員役
- あゝ、荒野（2017年、岸善幸監督） - 青姦している男役
- チェリーボーイズ（2018年、西海謙一郎監督） - 歯医者の客役
- 犬猿（2018年、吉田恵輔監督） - 印刷所の社員役
- 志乃ちゃんは自分の名前が言えない（2018年、湯浅弘章監督） - 林先生役
- ハッピーアイランド（2019年、渡邉裕也監督） - 田中耕一役[4]
- サイレント・トーキョー（2020年、波多野貴文監督） - 捜査員役
- 無頼（2020年、井筒和幸監督） - 井藤組組員役
- BLUE/ブルー（2021年、𠮷田恵輔監督） - 警察官役
- 雨に叫べば（2021年、内田英治監督） - 山本史郎役

### テレビドラマ
- それいけ!電エース 第7話（2012年、スカパーキッズステーションチャンネル） - 警察官役
- 黒い報告書2-リア充の女（2012年、BSジャパン） - 中岡昇平役
- モメる門には福きたる（2013年、フジテレビ） - 法律事務所事務員役
- おとりよせ王子 飯田好実（2013年、メ〜テレ） - 謎の吉祥寺住民役
- 熱血硬派くにおくん 第3話・第5話（2013年、NOTTV） - 冷峰学園四天王・平清文役
- 猫侍（2013年、tvk） - 与吉役
- LOVE理論（2013年、テレビ東京） - 居酒屋店員役
- 僕のいた時間 最終話（2014年、フジテレビ） - 作業療法士役
- リバースエッジ 大川端探偵社 第7話（2014年、テレビ東京） - スタッフ役
- すべてがFになる 第4話（2014年、フジテレビ） - 救急隊長役
- ワーキングデッド（2014年、BSジャパン） - サラリーマン役
- 花嫁のれん 第14話（2015年、フジテレビ） - アイドルオタク役
- 牙狼〈GARO〉-GOLDSTORM- 翔 第6話（2015年、テレビ東京） - タクシー運転手役
- ヤメゴク〜ヤクザやめて頂きます〜 第8話（2015年、TBS） - 報道員役
- バブリシャスロード 第3話（2015年、BS11） - ヤクザ役
- しんがり〜山一證券 最後の聖戦〜（2015年、WOWOW） - 営業考査部員役
- 山本周五郎人情時代劇 第11話おもかげ抄（2016年、BSジャパン） - 魚屋の金八役
- 犯罪科学分析室 電子の標的2（2016年、テレビ東京） - 捜査員役
- 神の舌を持つ男 第4話（2016年、TBS） - 警官役
- 侠飯〜おとこめし〜 第4話（2016年、テレビ東京） - 会社受付役
- 犯罪科学分析室 電子の標的3（2017年、テレビ東京） - 捜査員役
- 銀と金 第4話（2017年、テレビ東京） - 喫茶店のマスター役
- 大貧乏 第6話（2017年、フジテレビ） - 報道記者役
- アイドル×戦士 ミラクルちゅーんず! 第15話（2017年、テレビ東京） - 記者役
- 居酒屋ふじ 第2話（2017年、テレビ東京） - さとりん役
- モブサイコ100 第2〜4話（2018年、テレビ東京、Netflix） - 亀田役
- GIVER 復讐の贈与者 第1話（2018年、テレビ東京） - サラリーマン役
- 満願 第2夜「夜警」（2018年、NHK） - 西田大貴役
- 健康で文化的な最低限度の生活 第6話（2018年、フジテレビ） - 看護師役
- わたし旦那をシェアしてた 第1話（2019年、読売テレビ） - 刑事役
- 特捜9 第4シリーズ（2021年） ‐ 原田透 役
- それでも愛を誓いますか？ 第6話・第7話（2021年、朝日放送テレビ） - 山下役
- 邪神の天秤　公安分析班 第10話 (2022年4月17日、WOWOW)
- 異世界居酒屋のぶ シーズン3 第9話（2023年3月10日、WOWOW）

### DVDビデオ
- 蒼空（2009年、城定秀夫監督） - バンドマン役
- ガチバンV 竜虎炎上（2009年、西海謙一郎監督） - 万太軍団員役
- ほんとにあった!!リアル都市伝説2（2012年、森島大輔監督） - 林雅彦役
- ハッピーネガティブマリッジ（2014年、横井健司監督） - 工場社員役
- 極妻の逆縁1、2（2017年、宮坂武志監督） - カトリ役

### CM
- au スマートフォン CA「花火大会」篇（2014年）

### 舞台
- 劇団居酒屋ベースボールプロデュース公演「Raku-Da-Tenshi」（2010年、演出：武富男夢）

## 脚本作品
- 熱血硬派くにおくん 第3話・第5話（2013年、NOTTV）
- 流し屋 鉄平（2015年、劇場公開・東映Vシネマ）
- 流し屋 鉄平スピンオフムービー あゆれでぃべいべぇ（2015年、GYAO!・YouTube配信。撮影・編集も担当）
- 家族ごっこ（2015年公開）
- オナニーシスター たぎる肉壺（2015年） - 成人映画
- さまようアゲハ 蜜壺トロトロ（2016年） - 成人映画
- 裸の劇団 いきり立つ欲望（2016年） - 成人映画 ※さまようアゲハと二部構成
- らじどらッ!〜夜のドラマハウス〜 レンタルおやじ（2016年）- ラジオドラマ
- wacci「歩み」（2016年、構成） - MV
- コクウ（2017年） - 成人映画
- 世にも奇妙な物語 秋の特別編（2021年） 金の卵
- 雨に叫べば（2021年、Amazon Prime Video） - 脚本協力

### 舞台
- ベター半分（2019年） - 作・演出[5]
- 張り子の唄（2020年） - 作・演出

## 監督作品
- のが（2012年） - 横濱HAPPY MUS!C映画祭2012入選
- おいしくいただきました。（2016年、渋谷ユーロスペースにて上映）
- ぼんやり王子（2017年） - さぬき映画祭2017、はままつ映画祭2017にて上映